# Sudesna
Sudesna là một chi nhện trong họ Dictynidae.